# Piney Green
Piney Green – jednostka osadnicza w Stanach Zjednoczonych, w stanie Karolina Północna, w hrabstwie Onslow.